# لانگ بیچ (سیگار)
لانگ بیچ  (به انگلیسی: Longbeach) یک برند سیگار ایجاد شده در استرالیا است؛ که در حال حاضر توسط فیلیپ موریس تولید می‌شود. مالک فعلی این برند فیلیپ موریس است. این برند در دهه 1980s پایه‌گذاری گردید.